# توم يبرش
توم يبرش هو سياسي أمريكي، ولد في 19 يوليو 1931 في لويفيل في الولايات المتحدة. نشط حزبياً في الحزب الديمقراطي. وقد انتخب عضو مجلس نواب كنتاكي ‏.